# Efraím Medina
Efraim Medina Reyes (Cartagena de Indias, 29 de junio de 1967) es un escritor, poeta, músico, cantante, director de cine y teatro, artista plástico, actor, filósofo y periodista colombiano. Entre sus influencias son notables el cine underground estadounidense, el rock, el jazz y autores como Cesare Pavese, John Fante, Juan Carlos Onetti y el colombiano Andrés Caicedo. Medina Reyes es autor de las exitosas novelas Érase una vez el amor pero tuve que matarlo (Premio Nacional de Literatura 1997), Técnicas de masturbación entre Batman y Robin, Sexualidad de la Pantera Rosa y del libro de relatos Cinema árbol (Premio Nacional de Literatura 1995)
Sus libros han sido traducidos a diversos idiomas. Ha incursionado en el cine escribiendo y dirigiendo las películas Tres horas mirando un chimpancé y Eso no me infla la banana. En su faceta de periodista ha colaborado con revistas como Soho, Trip de Brasil e Internazionale de Italia. Ha sido bajista, cantante y autor de todas las canciones de 7 Torpes y con esta banda lanzó en el otoño de 2024 lo que él llama un "álbum de Grandes Fracasos" titulado La forma del vacío, Greatests flops (el álbum fue producido por Davide Murri para el sello discográfico Fracaso Ltda. Records). Sus nuevos títulos incluyen las novelas "Lo que todavía no sabes del pez hielo" (que fue publicada por Seix Barral y lanzada en abril de 2012, en un evento multitudinario, durante la Feria del Libro de Bogotá", "Los infieles Vol. 1 Acto de pudor" (publicada en 2017 por Seix Barral), "Hombres de humo y mujeres que los aman" (publicada en 2019 por Fracaso Ltda. Editores y "La mejor cosa que nunca tendrás Vol.1" (publicada en septiembre de 2022 por Seix Barral). Para 2025 anuncia la publicación de su nueva colección de poemas: "Bluesman (Songs & Stories)" y Cierta Chica, la novela que cierra la trilogía iniciada con Érase una vez el amor pero tuve que matarlo.

## Sobre su obra
Las vidas de los personajes en sus narraciones son muy complejas y se debaten entre el ansia de los sueños y la realidad de los fracasos y las frustraciones. Medina Reyes es un autor irónico y profundo que usa el humor negro y puede conmover y divertir en un mismo párrafo. Dicho de otra manera, al instalarse la narrativa de Efraím Medina en medio de un mundo contemporáneo, regido por el mercado, la violencia y el espectáculo, siempre serán las figuras de Sid Vicious, John Dillinger y Rep (protagonista de su novela Érase una vez el amor pero tuve que matarlo), la noticia de un mundo de amor (en su mayoría desilusionado) y sexo desenfrenado, drogas, alcohol, sueños (algunos desaventurados, otros inconclusos y unos cuantos realizados), un mundo ridículo y patético en su contemporaneidad, por lo cual la literatura de Efraim Medina Reyes devela, de manera bella y cruel, un "un irónico sucumbir".
Según algunos estudiosos, la obra de Efraim Medina pertenece a una literatura posliteraria, es decir, una producción escrita desvinculada de la institución tradicional de la Literatura. Así, como afirma Alejandro Quin Medina, "los textos de Medina Reyes se articulan en un espacio narrativo en el que la literatura, como institución y práctica discursiva, ha renunciado a su tradicional impulso autonómico y ha sucumbido al mercado y a su modo de expresión en el capitalismo tardío: el lenguaje de la industria cultural". De esta manera, es posible percibir la inserción constante del cine, la música de los años ochenta y noventa, la televisión, la industria cultural y el mercado en sus cuentos y novelas, lo cual se ha querido identificar como rasgos fundamentales de la "cultura massmediática".
En los últimos años Medina Reyes ha estado trabajando, a la par de su producción literaria y musical, en una trilogía de libros filosóficos titulada "Se vende artefacto para pelar manzana". La trilogía está compuesta por los títulos: "El mecanismo u otra historia de amor", "Curso acelerado de inteligencia básica" y "La muerte del referente" (está última con la colaboración del filósofo italiano Gianmarco Serra). También el cine y el cómic siguen haciendo parte de sus preocupaciones, para 2025 ha anunciado la producción de una nueva película en colaboración con el músico y cineasta italiano Davide Murri y una novela gráfica en colaboración con el dibujante Maurizio Rosenzweig. Ocasionalmente Medina Reyes ha sido actor invitado en algunas producciones italianas como L'alligatore del director Emanuele Scaringi.

## Recepción de la obra
La obra literaria de Efraim Medina Reyes ha despertado toda clase de opiniones y controversias. Sus comentarios peyorativos sobre míticas figuras de la literatura colombiana, entre ellas Gabriel García Márquez y Germán Espinosa, han suscitado gran cantidad de reacciones. Mas, si bien el escritor colombiano es reconocido por su actitud irreverente, siendo denominado su estilo directo y descarnado por el poeta colombiano Juan Manuel Roca como "la urbanidad de carroña", que es un juego de palabras en referencia a las buenas e hipócritas maneras sugeridas en el libro "Urbanidad de Carreño" (precisamente Roca fue uno de los primeros en elogiar y presentar a Medina Reyes como "un artista necesario y renovador"), es no menos indudable que su producción artística (textos, música y cine) resulta influyente entre los  movimientos literarios contemporáneos de su país y América Latina y aún mucho más entre un extenso público de lectores de sus obras en todo el mundo. Por su parte el exigente crítico literario Guillermo Linero ha escrito reseñas resaltando el talento poliédrico de Medina Reyes y su capacidad de evolucionar en cada nueva obra, también el célebre escritor italiano Stefano Benni ha declarado su admiración por este autor llegando escribir, a propósito de las ediciones italianas de los libros de Medina Reyes, que "se necesita haber estado mucho tiempo en silencio para escribir de una forma tan potente". Los libros de Efraim Medina Reyes han sido traducidos a diversos idiomas, entre otros al italiano, portugués, francés y finlandés.
En 1990 la editorial WGC imprimió una edición de lujo, de tan sólo 97 ejemplares, del libro Chupa nena, pero despacio, los cuales fueron, al parecer, comprados e incinerados en plena plaza del centro histórico de Cartagena de Indias por un grupo de feministas.

## Escritos[4]
- 1985 Una pared y otros poemas (Poemas)
- 1988 Seis Informes (Novela)
- 1990 El automóvil sepia (poemas)
- 1990 Chupa nena, pero despacio (Poemas)
- 1996 Cinema árbol y otros cuentos (Relatos)
- 2001 Érase una vez el amor pero tuve que matarlo (Novela)
- 2003 "Técnicas de Masturbación entre Batman y Robin" (Novela)
- 2007 "Sexualidad de la Pantera Rosa" (novela)
- 2009 "Pistoleros, putas y dementes (greatest hits)" (Poemas)
- 2012 "Lo que todavía no sabes del pez hielo" (Novela)
- 2017 "Los infieles Vol. 1. Acto de pudor" (Novela)
- 2019 "Hombres de humo y mujeres que los aman" (Novela)
- 2022 "La mejor cosa que nunca tendrás Vol. 1" (Novela)

## Cine
Películas experimentales (Escritor y director)
- 1991 Ejercicios del ansia
- 1993  Tres horas mirando un chimpancé
- 1994  Eso no me infla la banana
- 1994 Versión de sujetos al atardecer
- 1995  No te aferres a nada que no puedas abandonar en 5 segundos

## Teatro
- 1991 Poetas y carniceros (Escritor y director)

## Música
- 1990 "Canciones mediocres" (letras, música en colaboración con Ciro Díaz, Miro Pablo y Carlos Jacquin y arreglos)
- 1994 "Canciones aún más mediocres" (letras, música en colaboración con Ciro Díaz, Miro Pablo y Carlos Jacquin y arreglos)
- 2009 "El duelo" (grabado en vivo con 7 Torpes Band, arreglos Cristhian Salazar)
- 2023  La forma del vacío, Greatest Flops (con 7 Torpes Band. Letrista, voz y arreglos. Música Taddeo y Sebastiano Tronca)

## Premios y otras actividades
- 1985 Ganador Premio Nacional de Poesía ICFES
- 1986 Ganador Concurso Nacional de Cuento Revista Aracataca
- 1986 Ganador Concurso Nacional de Cuento "Metropolitano" de Barranquilla
- 1986 Ganador Concurso Nacional de Cuento "Jorge Zalamea" de Medellín
- 1987 Finalista Concurso Nacional de Novela "Ciudad de Pereira" de Pereira
- 1995 Ganador Premio Nacional de Literatura de Colcultura, Colombia (con Cinema árbol)
- 1997 Ganador Premio Nacional de Literatura Minesterio de Cultura, Colombia (con Érase una vez el amor pero tuve que matarlo)